# Наполитано, Доминик
Доминик Наполитано (16 июня 1930 — 17 августа 1981, англ. Dominick Napolitano) — капореджиме (далее Капо) итало-американской мафии в преступном клане Бонанно, также известный как Сонни Блэк. Он известен тем, что невольно позволил агенту Федерального бюро расследования Джозефу Д. Пистоне внедриться в семью.

## Биография
Бабушка и дедушка Наполитано были иммигрантами из Неаполя. Наполитано родился со светлыми волосами, но к сорока годам они приобрели бронзово-бело-серебристый цвет. Чтобы скрыть цвет, он покрасил его в чёрный цвет, за что получил прозвище «Сонни Блэк». Доминик был близким другом будущего босса семьи Джозефа Массино. Находящийся в то время в тюрьме босс Филип Растелли знал Доминика до своего заключения, потому, что был близок с его двоюродным братом, членом семьи  Кармине Наполитано (30 мая 1943 — 15 февраля 1999). Доминик вырос с сыновьями Кармине, Питером Наполитано (17 ноября 1957 — 29 июня 1994), Аньелло Наполитано и Рокко Наполитано в Уильямсбурге, округа Бруклин в Нью-Йорке.
В начале Доминик Наполитано контролировал Уильямсбург, после переговоров о контроле над территорией с Санто Трафиканте-младшим, в 1979—1980 годах, действовал в округе Паско, штат Вашингтон и в Холидей, штат Флорида. В то время Наполитано нацелился на управление крупной букмекерской конторой в Орландо.
Наполитано приобрел известность в 1973 году после переназначения солдата Майкла Сабеллы в капо, заменив убитого в мафией Кармина «Сигара» Галанте. Сабелла был понижен в должности, и команду возглавил Наполитано. Он стал доверенным лицом заключенного в тюрьме босса Филиппа «Расти» Растелли, который снова и окончательно взял на себя руководство кланом. После того как Растелли пришел к власти, семья Бонанно разделились на две фракции: в одну входили капо Наполитано и Массино, которые были верны Растелли, в другую входили члены сицилийской фракции Бонанно: Альфонс «Сонни Ред» Инделикато, Филип Джакконе и Доминик Тринчера, которые пытались свергнуть фракцию Массино и захватить власть.
Наполитано владел итало-американским клубом ветеранов войн «Уизера» на 415 Грэм-авеню в Уильямсбурге, а также Залом Движения (The Motion Lounge) на 420 Грэм-авеню. Позже он управлял нелегальным казино в округе Паско, штат Флорида, а также владел теннисным и ночным клубом The King’s Court Bottle Club в Холидей, штат Флорида.
Штаб-квартира Наполитано находилась в самом сердце итальянского района Уильямсбурга. Его команда, занимавшаяся кражами со взломом, вымогательством, грабежами, ограблениями банков, ростовщичеством, угонами самолётов, букмекерством, операциями в казино и торговлей наркотиками, была одной из самых успешных команд в семье Бонанно. В команду Наполитано входили уличные солдаты Бонанно Бенджамин «Левша» Руджеро, Николас Сантора, Луи Аттанасио, Джон Серсани, Джером Асаро, Энтони Франкомано, Сандро Асаро, Джон Фарачи, Даниэль Манджелли, Роберт Лино, Фрэнк Лино, Ричард Риккарди, Джозеф Гримальди, Николас Аккарди. Питер Роза, Патрик ДеФилиппо, Майкл Манкузо, Вито Гримальди, Энтони Урсо, Джеймс Тартальоне, Джозеф Каммарано, Джон Занкоккио, Эдвард Барберра, Фрэнки Фиш, Бобби Бэдхарт, Бобби Смэш и его предыдущий капо Майкл Сабелла, Джозеф Пума, Стивен Марука, Сальваторе Фарруджа, Энтони Пезири, Антонио Томасуло, Энтони Рабито, Рэймонд Уин, Фрэнк ДиСтефано, Сальваторе Д’Оттавио, Джеймс Эпископа и Донни Браско.

## Операция Донни Браско
В 1981 года Наполитано поручил своему партнеру, мелкому но успешному вору — взломщику драгоценностей Донни Браско убить Бруно Инделикато, который ранее избежал смерти после убийства трех капо в мае 1981 года, когда тот пропустил встречу. Однако Браско являлся внедренным в мафиозную ячейку специальным агентом ФБР Джозефом Д.Пистоне.
В результате работы агента в течение шести лет вместо шести месяцев, было предъявлено более 200 обвинений и вынесено более 100 обвинительных приговоров по всей стране. Доминик Наполитано был глубоко встревожен нарушением безопасности, когда узнал об истинной личности агента.

## Смерть
17 августа 1981 года Наполитано был вызван на встречу в подвал дома своего партнера Рона Филокомо. Предвидя, что его убьют, Наполитано отдал свои драгоценности и ключи от своей квартиры бармену, чтобы можно было позаботиться о его домашних голубях. Капо Фрэнк Лино и Стивен Кэноне отвезли Наполитано в дом Филокомо, где находился Фрэнк Коппа. Филокомо и Лино в подвале столкнули Наполитано с лестницы и застрелили из револьверов 38-го калибра. Когда первый выстрел дал осечку, Наполитано сказал им: «Ударьте меня ещё раз, и все будет хорошо».
Подвал в доме Рона Филокомо во Флэтлендсе, округа Бруклин, является последним местом жизни Доминика Наполитано по прозвищу «Сонни Блэк»
Сальваторе Витале в суде засвидетельствует, что именно по причине «Донни Браско», Массино решил убить Наполитано. Так же он процитировал Массино: «Я должен дать ему квитанцию о ситуации с Донни Браско».
Подруга Наполитано Джуди позже связалась с Пистоне и рассказала ему, что незадолго до своей смерти Доминик сказал ей, что не питает никакой неприязни к Пистоне, зная, что он всего лишь выполнял свою работу, и что он рад что ответственность за свою смерть возьмет «Донни Браско». Она рассказала, что Наполитано очень любил Пистоне и расстроился, когда узнал, что он агент. Наполитано не мог поверить, что Пистоне был агентом, из-за «того, что они делали все вместе, разговаривали обо всем, чувствовали все, испытывали все».
В августе того же года сотрудники ФБР заметили, как рабочие разбирали голубятни Наполитано на крыше его дома.
Через год, 12 августа 1982 года, тело Сонни Блэка было найдено в районе Арлингтона, на северном берегу Статен-Айленд. Руки трупа были оторваны, а лицо настолько сильно разложилось, что для подтверждения личности потребовались стоматологические записи. Позже ФБР заявило, что обнаружило труп Наполитано.
Наполитано был похоронен на кладбище Calvary Cemetery в Квинсе

## Последующие события
В 2000 году ФБР публично выразили сомнения относительно правильности идентификации трупа.
В 2003 году босс Бонанно Джозеф Массино был арестован и обвинен в различных преступлениях, в центре дела — убийство Наполитано. На суде над Массино прокуроры утверждали, что Наполитано был убит своими сообщниками за то, что он позволил скомпрометировать свою команду, и что его руки были отрублены в качестве предупреждения другим бандитам следовать правилу о правильном представлении (подразумевается связь между рукопожатием и знакомиться с кем-то). Массино был признан виновным в 2004 году и приговорен к пожизненному заключению.
В 2006 году Фрэнк Лино и Фрэнк Коппа представили доказательства штату, предоставив властям подробности убийства Наполитано. Хотя ФБР было достаточно уверено, что тело, найденное на Стейтен-Айленде, принадлежало Наполитано, существовало одно несоответствие: Лино утверждал, что он и Филокомо стреляли в Наполитано из револьверов 38-го калибра и что он сам стрелял более одного раза. Однако на трупе было только одно пулевое ранение, видимо, нанесенное из пистолета 45-го калибра. Позже Коппа сказал, что Наполитано «умер как мужчина». О судьбе Наполитано Пистоне заявил: «Моим намерением во всем этом было сажать людей в тюрьму, а не убивать их» и что он сожалеет об убийстве Наполитано.

## В популярной культуре
В фильме Майка Ньюэлла, «Донни Браско», основанной на реальной истории сотрудника ФБР Джозефа Д. Пистоне, внедрённого в мафиозную группировку в 1970-х годах, Доминика Наполитано играет актёр Майкл Мэдсен.